# Julia Kiran
Julia Kiran (née le 4 novembre 1993), également connue sous le pseudo juliano, est une joueuse professionnelle de jeux vidéo. Elle est connue pour sa carrière de joueuse de Counter-Strike et Counter-Strike: Global Offensive (CS:GO) et  les victoires de l'équipe dont elle est capitaine, Team Secret, à plusieurs tournois internationaux et championnats du monde.

## Carrière esportive
Kiran est l'ancienne capitaine de Team Secret, devenue championne du monde à l'ESWC (Electronic Sports World Championship) de la Paris Games Week 2016. En mars 2017, elle est sponsorisée par HP.
En septembre 2021, elle annonce sa retraite de la scène Counter-Strike et annonce par la même occasion son passage sur le jeu vidéo Valorant. Depuis octobre 2021, elle joue pour l'équipe féminine de G2 Esports sur Valorant, G2 Gozen.

## Interview de la BBC
Au sujet de l'esport féminin, Kiran affirme dans une interview auprès de la BBC que les équipes féminines ne sont pas considérées comme une vraie scène compétitive, et déplore l'existence des tournois féminins. Elle ajoute qu'ils divisent encore plus les genres, et qu'elle voudrait pouvoir participer à des initiatives mixtes pour plus de parité.
Après la publication de cette interview, Kiran accuse le média d'avoir rapporté ses propos hors contexte pour servir sa ligne éditoriale. La BBC répond que l'interview a effectivement été tronquée, mais que son sens a été préservé, et Kiran refuse de s'exprimer à la suite de cette réponse. Dans une autre interview, elle explique apprécier les initiatives comme des tournois féminins, qui permettent d'ouvrir la scène aux joueuses, mais qu'il est temps d'avoir des équipes mixtes.